# Фјенилбручато (Мантова)
Фјенилбручато је насеље у Италији у округу Мантова, региону Ломбардија.
Према процени из 2011. у насељу је живело 22 становника. Насеље се налази на надморској висини од 24 м.